# Томар, Сандип
Сандип Томар (англ. Sandeep Tomar; 2 апреля 1991, д. Малакпур, Багхпат, Уттар-Прадеш, Индия) — индийский борец вольного стиля, чемпион Азии, участник Олимпийских игр.

## Карьера
С 2011 года тренируется под руководством Кулдипа Сингха. В 2011 году в возрасте 21 года он стал победителем Первенства Индии среди юниоров. В свой дебютный год в 2011 году на чемпионате Индии он занял пятое место. В 2012 году Томар выиграл золотую медаль в чемпионате Индии в весовой категории 55 кг, где Томар победил Нитина, обладателя серебряной медали Гран-при Индии Хари Рам, со счетом 1:1, 3:0.На турнире Копа Бразил в Рио-де-Жанейро, проходившем с 29 ноября по 2 декабря, Томар был одним из 9 золотых медалистов из Индии, в активе которой также было 4 бронзовых медали. На чемпионате Содружества 2013 года, проходившем в Йоханнесбурге (ЮАР), в весовой категории 55 кг на турнире, Томар завоевал золотую медаль, опередив Нарендера из Индии и Бокана Масуньяна из Южной Африки. В 2015 году он попал в PWL Сандип был третьим индийским борцом-мужчиной, приобретенным франшизой Бангалора (принадлежащей JSW Sport) Pro Wrestling League. Его окончательная сумма ставки составила 10,3 лакха рупий. Проведение Pro Wrestling League 2015 года было запланировано с 10 по 27 декабря в 6 городах.
20 февраля 2016 года в Бангкоке, победил в финале Чон Хакчина из КНДР, стал чемпионом Азии. 24 апреля 2016 года Томар завоевал для Индии олимпийскую квоту в весовой категории до 57 кг, став в последний день бронзовым призёром 1-го Всемирного олимпийского квалификационного турнира в Монголии, победив украинского борца Андрея Яценко с доминирующим результатом 11:0. Он стал четвёртым индийским борцом после Йогешвара Дутта, Нарсингха Ядава и Хардипа Сингха, забронировавшим себе место на Олимпийские игры в Бразилию. 19 августа 2016 года на Олимпиаде в весовой категории до 57 кг в первой схватке в 1/8 финала он проиграл россиянину Виктору Лебедеву со счетом 7:3, и занял 15 место в итоговом протоколе. В ноябре 2016 года в Сингапуре во второй стал победителем чемпионата Содружества.

## Личная жизнь
Он происходит из народа джат.